# 나르볼리아
나르볼리아(Narbolia, 사르데냐어: Narabuìa)는 이탈리아의 사르데냐 주 오리스타노도에 있는 코무네이다. 칼리아리에서 북서쪽으로 약 100 킬로미터 (62 mi) 떨어져 있고, 오리스타노에서 북쪽으로 약 15 킬로미터 (9 mi) 떨어져 있다. 2016년 12월 31일 기준으로 인구는 1,784명이며 면적은 40.5 제곱킬로미터 (15.6 mi2)이다.
이 코무네는 사르데냐에서 이탈리아 카니발의 전형적인 음식인 "찌폴레(Zippole)"로 유명하다. 소나무 숲에는 18홀 골프 코스가 있으며 길이 6 킬로미터 (4 mi)의 해변이 있는 5성급 호텔도 있다.
나르볼리아는 다음 지자체와 접해 있다: 쿨리에리, 리오라사르도, 산베로밀리스, 세네게, 밀리스, 푸추이두.